# Казацкое (Винницкая область)
Каза́цкое (укр. Козацьке) — посёлок, входит в Студенянской сельской общине Винницкой области Украины.
Население по переписи 2001 года составляло 57 человек. Почтовый индекс — 24736. Телефонный код — 4349. Занимает площадь 0,584 км². Код КОАТУУ — 523280603.